# Вилијамсбург (Канзас)
Вилијамсбург (енгл. Williamsburg) град је у америчкој савезној држави Канзас.

## Демографија
По попису из 2010. године број становника је 397, што је 46 (13,1%) становника више него 2000. године.
| Група             | 2000.       | 2010.       |
| Белци             | 339 (96,6%) | 370 (93,2%) |
| Афроамериканци    | 0 (0,0%)    | 1 (0,3%)    |
| Азијати           | 0 (0,0%)    | 0 (0,0%)    |
| Хиспаноамериканци | 2 (0,6%)    | 12 (3,0%)   |
| Укупно            | 351         | 397         |